# Combiné nordique aux Jeux olympiques de 1984
Pour des articles plus généraux, voir Combiné nordique aux Jeux olympiques et Jeux olympiques d'hiver de 1984.
Navigation
Lake Placid 1980 Calgary 1988
L'épreuve de combiné nordique aux Jeux olympiques d'hiver de 1984 se déroule se déroule sur le mont Igman, en Yougoslavie, les 11 et 12 février 1984.

## Podiums
| Épreuves                     | Or                 | Argent                  | Bronze               |
| ---------------------------- | ------------------ | ----------------------- | -------------------- |
| Individuel hommes 11 février | Tom Sandberg (NOR) | Jouko Karjalainen (FIN) | Jukka Ylipulli (FIN) |

## Résultats

### Individuel
Les athlètes font d'abord trois sauts, les deux meilleurs étant comptabilisés. Ils font ensuite une course de ski de fond de 15 kilomètres.
| Rang                                | Athlète              | Pays                 | Saut à ski | Saut à ski | Saut à ski | Saut à ski | Saut à ski | Ski de fond   | Ski de fond | Ski de fond | Total   |
| Rang                                | Athlète              | Pays                 | Saut 1     | Saut 2     | Saut 3     | Total      | Rang       | Temps         | Points      | Rang        | Total   |
| ----------------------------------- | -------------------- | -------------------- | ---------- | ---------- | ---------- | ---------- | ---------- | ------------- | ----------- | ----------- | ------- |
| Médaille d'or, Jeux olympiques      | Tom Sandberg         | Norvège              | 92,2       | 108,9      | 105,8      | 214,7      | 1          | 47 min 52 s 7 | 207,895     | 2           | 422,595 |
| Médaille d'argent, Jeux olympiques  | Jouko Karjalainen    | Finlande             | 89,6       | 100,6      | 96,3       | 196,9      | 15         | 46 min 32 s 0 | 220,000     | 1           | 416,900 |
| Médaille de bronze, Jeux olympiques | Jukka Ylipulli       | Finlande             | 97,9       | 103,7      | 104,6      | 208,3      | 5          | 48 min 28 s 5 | 202,525     | 5           | 410,825 |
| 4                                   | Rauno Miettinen      | Finlande             | 97,6       | 107,9      | 93,6       | 205,5      | 6          | 49 min 02 s 2 | 197,470     | 9           | 402,970 |
| 5                                   | Thomas Müller        | Allemagne de l'Ouest | 106,9      | 100,1      | 102,2      | 209,1      | 3          | 49 min 32 s 7 | 192,895     | 12          | 401,995 |
| 6                                   | Alexander Prosvirnin | Union soviétique     | 91,5       | 101,8      | 97,6       | 199,4      | 13         | 48 min 40 s 1 | 200,785     | 6           | 400,185 |
| 7                                   | Uwe Dotzauer         | Allemagne de l'Est   | 99,5       | 89,0       | 100,0      | 199,5      | 12         | 48 min 56 s 8 | 198,280     | 7           | 397,780 |
| 8                                   | Hermann Weinbuch     | Allemagne de l'Ouest | 94,3       | 102,1      | 99,5       | 201,6      | 10         | 49 min 13 s 4 | 195,790     | 10          | 397,390 |
| 22                                  | Ján Klimko           | Tchécoslovaquie      | 81,1       | 105,8      | 78,5       | 186,9      | 21         | 51 min 03 s 1 | 179,335     | 21          | 366,235 |